# فهد بن جامع
 فهد فلاح بن جامع العازمي (مواليد 2 سبتمبر 1973) سياسي وعسكري سابق كويتي، عضو مجلس الأمة السابق خلال الفترة 20 يونيو 2023 حتى 15 فبراير 2024.

## السيرة الذاتية
وُلد فهد بن جامع بالكويت وتحديدًا في منطقة السالمية، وهو ابن أمير قبيلة العوازم فلاح بن جامع. 

### حياته العلمية
- حاصل على بكالوريوس تربية تخصص علوم اجتماعية وإرشاد نفسي.
- حاصل على دبلوم العلوم العسكرية من كلية علي صباح السالم العسكرية دفعة 13 للطلبة الجامعيين (ضابط مقاتل).
- حاصل على العديد من الدورات العسكرية داخل وخارج دولة الكويت.

### حياته العملية
عمل سابقاً في عدد من المواقع هي:
- متقاعد برتبة مقدم بالحرس الوطني الكويتي.
- متطوع بالجيش الكويتي أثناء الغزو العراقي الغاشم على دولة الكويت.
- عضو مؤسس في مبرة العوازم الخيرية.
- عضو مؤسس في جمعية عطاء للعمل الإنساني.
- شارك ضمن فريق مكافحة فايروس كورونا بالحرس الوطني الكويتي أثناء أزمة جائحة كورونا.

### مجلس الأمة
ترشح لانتخابات مجلس الأمة الكويتي 2023 في الدائرة الخامسة، وفاز في الانتخابات بعد حصوله على المركز السادس برصيد 6,443 صوت. 
وترشح لانتخابات مجلس الأمة الكويتي 2024 في الدائرة الخامسة، وفاز في الانتخابات بعد حصوله على المركز الأول برصيد 16,469 صوت. 